# Моисеев, Сергей Валентинович
Сергей Валентинович Моисеев (род. 31 декабря 1960 года) — советский и российский учёный-кардиолог и ревматолог, член-корреспондент РАН (2022).

## Биография
Родился 31 декабря 1960 года.
В 1983 году — с отличием окончил Первый ММИ имени И. М. Сеченова, где в 1983—1985 годах обучался в клинической ординатуре, в 1986—1989 годах — в аспирантуре при кафедре терапии и профессиональных болезней.
В 1985 году — защитил кандидатскую, а в 2000 году — докторскую диссертацию, тема: «Инфильтративные болезни миокарда». 
В 2022 году — избран членом-корреспондентом РАН от Отделения медицинских наук.
В настоящее время — заведующий кафедры профессиональных болезней и ревматологии, заведующий отделом научно-исследовательского отдела здоровьесберегающих технологий. 

## Научная деятельность
Сфера научно-практических интересов включает в себя сердечно-сосудистые заболевания (артериальная гипертония, болезни миокарда, поражение сердца при системных заболеваний и др.), клиническую фармакологию, ревматические болезни.
Автор 400 статей, а также нескольких учебников, руководств и монографий. 
Редактор журнала «Клиническая фармакология и терапия». 

## Критика
По данным вольного сетевого сообщества «Диссернет», участвовал (и проголосовал «ЗА») в заседании диссертационного совета от 26.03.2019 Д 208.040.13, на котором было отклонено заявление о лишении учёной степени в связи с обнаружением в кандидатской диссертации масштабных заимствований, не оформленных как цитаты.